# Festuca kashmiriana
Festuca kashmiriana är en gräsart som beskrevs av Otto Stapf. Festuca kashmiriana ingår i släktet svinglar, och familjen gräs. Inga underarter finns listade i Catalogue of Life.